# Michael Krmenčík
Michael Krmenčík (sinh ngày 15 tháng 3 năm 1993) là một cầu thủ bóng đá chuyên nghiệp người Séc thi đấu ở vị trí tiền đạo cho câu lạc bộ PAOK của Hy Lạp dưới dạng cho mượn từ câu lạc bộ Club Brugge của Bỉ, cũng như là tuyển thủ tuyển quốc gia Cộng hòa Séc.

## Sự nghiệp cấp câu lạc bộ
Krmenčík sinh ra tại Kraslice, Cộng hòa Séc vào ngày 15 tháng 3 năm 1993. Anh bắt đầu sự nghiệp bóng đá tại các học viện đào tạo trẻ ở quê nhà, sau đó chuyển đến câu lạc bộ Banik Sokolov. Các tuyển trạch viên của câu lạc bộ Viktoria Plzen đã để mắt đến tài năng của anh và nhanh chóng ký hợp đồng với anh, mục đích ban đầu của họ là phát triển chiều sâu cho đội hình của đội bóng.

### Đầu sự nghiệp
Năm 2011 anh được đôn lên đội một và vào tháng 4 cùng năm anh có trận ra mắt trong trận đấu gặp 1. FK Příbram. Ở mùa giải 2011-12, anh bị đem cho mượn tới Banik Sokolov và ghi được bàn thắng chuyên nghiệp đầu tiên của mình tại đây.
Trong 4 mùa bóng kế tiếp, anh trải qua các quãng thời gian thi đấu cho mượn tại Zenit Čáslav, Vlašim, Baník Ostrava và Dukla Prague tại các giải đấu của Séc. Anh trở lại Viktoria Plzeň vào nửa sau của mùa giải 2015-16 và sự nghiệp của anh bắt đầu để lại dấu ấn.
Sau 9 trận anh ghi bàn 3 lần, giành được một suất đá chính trong đội hình 11 người. Cơ hội mà anh đã chờ đợi bấy lâu đã đến, và anh buộc phải tận dụng nó một cách triệt để.

### Viktoria Plzeň
Tháng 1 năm 2020, anh đã gây được ấn tượng tốt trong màu áo câu lạc bộ Viktoria Plzeň. Trong 124 trận anh đã ghi 62 bàn, đóng góp 16 kiến tạo và giành tổng cộng 4 chức vô địch quốc gia, đồng thời là vua phá lưới ở mùa giải 2017-18.
Một chấn thương đứt dây chằng ở mùa giải 2018-19 đã làm anh phải ngồi ngoài khá lâu, nhưng khi trở lại sân cỏ anh vẫn thi đấu ấn tượng và màn trình diễn của anh đã thuyết phục câu lạc bộ Club Brugge về một thương vụ tiềm năng.

### Club Brugge
Tháng 1 năm 2020, câu lạc bộ của Bỉ Club Brugge đã chi 6 triệu euro để sở hữu anh. Krmencik ký hợp đồng dài 3 năm rưỡi. Tiền đạo người Séc gặp khó khăn trong việc thích nghi với chỉ ba lần ghi bàn sau 19 trận đá, đồng thời góp 3 kiến tạo.

### PAOK
Ngày 5 tháng 1 năm 2021, PAOK thông báo họ đã đạt thỏa thuận với câu lạc bộ Club Brugge để mượn Krmenčík đến cuối mùa giải 2020-21.

## Sự nghiệp cấp đội tuyển
Anh đã là tuyển thủ quốc gia Cộng hòa Séc từ năm 2016 và có được 26 lần ra sân đến nay cùng 9 bàn thắng. Trước đó anh cũng từng chơi bóng cho mọi lứa trẻ của tuyển Séc.

## Thống kê sự nghiệp

### Câu lạc bộ
Tính đến 22 tháng 5 năm 2021
| Câu lạc bộ           | Mùa                | Giải                           | Giải    | Giải      | Cúp     | Cúp       | Liên lục địa | Liên lục địa | Khác    | Khác      | Tổng cộng | Tổng cộng |
| Câu lạc bộ           | Mùa                | Hạng đấu                       | Số trận | Bàn thắng | Số trận | Bàn thắng | Số trận      | Bàn thắng    | Số trận | Bàn thắng | Số trận   | Bàn thắng |
| -------------------- | ------------------ | ------------------------------ | ------- | --------- | ------- | --------- | ------------ | ------------ | ------- | --------- | --------- | --------- |
| Viktoria Plzeň       | 2010–11            | Czech First League             | 1       | 0         | —       | —         | —            | —            | —       | —         | 1         | 0         |
| Viktoria Plzeň       | 2011–12            | Czech First League             | 0       | 0         | 0       | 0         | 0            | 0            | 1       | 0         | 1         | 0         |
| Viktoria Plzeň       | 2015–16            | Czech First League             | 7       | 2         | 3       | 1         | —            | —            | —       | —         | 10        | 3         |
| Viktoria Plzeň       | 2016–17            | Czech First League             | 26      | 10        | 1       | 1         | 10           | 2            | —       | —         | 37        | 13        |
| Viktoria Plzeň       | 2017–18            | Czech First League             | 24      | 16        | 0       | 0         | 10           | 6            | —       | —         | 34        | 22        |
| Viktoria Plzeň       | 2018–19            | Czech First League             | 13      | 7         | 0       | 0         | 3            | 2            | —       | —         | 16        | 9         |
| Viktoria Plzeň       | 2019–20            | Czech First League             | 20      | 10        | 1       | 3         | 4            | 2            | —       | —         | 25        | 15        |
| Viktoria Plzeň       | Tổng cộng          | Tổng cộng                      | 91      | 45        | 5       | 5         | 27           | 12           | 1       | 0         | 124       | 62        |
| Baník Sokolov (mượn) | 2011–12            | Czech National Football League | 12      | 1         | 0       | 0         | —            | —            | —       | —         | 12        | 1         |
| Zenit Čáslav (loan)  | 2012–13            | Czech National Football League | 20      | 1         | 0       | 0         | —            | —            | —       | —         | 20        | 1         |
| Vlašim (mượn)        | 2013–14            | Czech National Football League | 12      | 1         | 2       | 4         | —            | —            | —       | —         | 14        | 5         |
| Baník Ostrava (loan) | 2013–14            | Czech First League             | 11      | 2         | —       | —         | —            | —            | —       | —         | 11        | 2         |
| Dukla Prague (loan)  | 2014–15            | Czech First League             | 13      | 3         | 1       | 0         | —            | —            | —       | —         | 14        | 3         |
| Dukla Prague (loan)  | 2015–16            | Czech First League             | 12      | 5         | 3       | 1         | —            | —            | —       | —         | 15        | 6         |
| Dukla Prague (loan)  | Tổng cộng          | Tổng cộng                      | 25      | 8         | 4       | 1         | —            | —            | —       | —         | 29        | 9         |
| Club Brugge          | 2019–20            | Belgian First Division A       | 6       | 0         | 1       | 0         | 0            | 0            | —       | —         | 7         | 0         |
| Club Brugge          | 2020–21            | Belgian First Division A       | 9       | 3         | 0       | 0         | 3            | 0            | —       | —         | 12        | 3         |
| Club Brugge          | Tổng cộng          | Tổng cộng                      | 15      | 3         | 1       | 0         | 3            | 0            | 0       | 0         | 19        | 3         |
| PAOK (mượn)          | 2020–21            | Super League Greece            | 22      | 4         | 6       | 5         | —            | —            | —       | —         | 28        | 9         |
| Tổng kết sự nghiệp   | Tổng kết sự nghiệp | Tổng kết sự nghiệp             | 208     | 65        | 18      | 15        | 30           | 12           | 1       | 0         | 257       | 92        |

### Cấp đội tuyển
Tỉ số và kết quả liệt kê bàn thắng của Cộng hòa Séc trước.
| # | Ngày                 | Nơi tổ chức                                        | Đối thủ    | Tỉ số | Kết quả | Giải đấu                                 |
| - | -------------------- | -------------------------------------------------- | ---------- | ----- | ------- | ---------------------------------------- |
| 1 | 11 tháng 11 năm 2016 | Eden Arena, Prague, Cộng hòa Séc                   | Na Uy      | 1–0   | 2–1     | Vòng loại World Cup 2018                 |
| 2 | 22 tháng 3 năm 2017  | Městský stadion, Ústí nad Labem, Czech Republic    | Litva      | 3–0   | 3–0     | Giao hữu                                 |
| 3 | 26 tháng 3 năm 2017  | Sân vận động San Marino, Serravalle, San Marino    | San Marino | 5–0   | 6–0     | Vòng loại World Cup 2018                 |
| 4 | 6 tháng 6 năm 2017   | Sân vận động King Baudouin, Brussels, Bỉ           | Bỉ         | 1–1   | 1–2     | Giao hữu                                 |
| 5 | 8 tháng 10 năm 2017  | Doosan Arena, Plzeň, Cộng hòa Séc                  | San Marino | 1–0   | 5–0     | Vòng loại World Cup 2018                 |
| 6 | 8 tháng 10 năm 2017  | Doosan Arena, Plzeň, Cộng hòa Séc                  | San Marino | 2–0   | 5–0     | Vòng loại World Cup 2018                 |
| 7 | 26 tháng 3 năm 2018  | Trung tâm thể thao Quảng Tây, Nam Ninh, Trung Quốc | Trung Quốc | 3–1   | 4–1     | China Cup 2018                           |
| 8 | 13 tháng 10 năm 2018 | Štadión Antona Malatinského, Trnava, Slovakia      | Slovakia   | 1–0   | 2–1     | UEFA Nations League 2018–19 (giải đấu B) |
| 9 | 4 tháng 9 năm 2020   | Národný futbalový štadión, Bratislava, Slovakia    | Slovakia   | 1–3   | 1–3     | UEFA Nations League 2020–21 (giải đấu B) |

## Danh hiệu
Viktoria Plzeň
- Giải vô địch quốc gia Séc: 2010–11, 2011–12, 2016–16, 2017–18

Club Brugge
- Giải vô địch quốc gia Bỉ: 2019–20

Cá nhân
- Vua phá lưới giải vô địch quốc gia Séc: 2017–18 (16 bàn thắng)